# Ghiacciaio del Gigante
Il ghiacciaio del Gigante (in francese glacier du Géant) è un ghiacciaio del massiccio del Monte Bianco situato sul versante francese del medesimo.
Il ghiacciaio è contornato a nord dalle seguenti vette del massiccio del Monte Bianco: Mont Blanc du Tacul (4248 m), tour Ronde (3.798 m), punta Helbronner (3.462 m), dente del Gigante (4014 m). Unendosi al ghiacciaio detto La Valle Blanche forma il ghiacciaio del Tacul. Il ghiacciaio è sorvolato dalla funivia dei Ghiacciai.